# ایوب‌لو
ایوب‌لو (به لاتین: Əyyublu)؛ تا سال ۲۰۱۲ میلادی آشاغی ایوب‌لی (به لاتین: Aşağı Ayıblı)، همچنین پیش‌تر از آن چراغ‌لی‌لار (به لاتین: Çıraqlılar) یک منطقه مسکونی در جمهوری آذربایجان است که در شهرستان تووز واقع شده‌است. ایوب‌لو ۹۹۸۳ نفر جمعیت دارد.